# Platno Lake
Der Platno Lake (englisch; bulgarisch езеро Платното esero Platnoto, deutsch ‚Segelsee‘) ist ein in südwest-nordöstlicher Ausrichtung 410 m langer und 170 m breiter See auf dem Long Beach von Nelson Island im Archipel der Südlichen Shetlandinseln. Er liegt 3,56 km südöstlich von The Toe und 3,4 km westnordwestlich des Punta Vidaurre. Von der Bransfieldstraße trennt den 4,2 Hektar großen See ein zwischen 40 und 110 m breiter Landstreifen.
Britische Wissenschaftler kartierten ihn 1968. Die bulgarische Kommission für Antarktische Geographische Namen benannte ihn im April 2021 deskriptiv nach seiner an ein Segel erinnernden Form.